# 相模原市立鳥屋中学校
相模原市立鳥屋中学校（さがみはらしりつ とやちゅうがっこう）は、神奈川県相模原市緑区鳥屋にあった公立中学校。

## 沿革

### 略歴
1947年、学校教育法施行により鳥屋村の新制中学校として開校した。

### 年表
- 1947年5月4日 - 鳥屋小学校校舎に併設、鳥屋村立鳥屋中学校として開校。
- 1948年4月27日 - 現在地に独立校舎落成式。
- 1949年1月12日 - 鳥屋中学校にPTA発足。
- 1955年4月1日 - 町村合併により津久井町立鳥屋中学校と改称する。
- 1957年10月14日 - 校歌制定。
- 1959年4月20日 - 旧校舎を撤去し、新校舎を建築する。
- 1963年3月31日 - NHKより放送教育研究校として表彰される。
- 1964年
  - 3月5日 - 環境美化優良校として県教委より表彰される。
  - 3月26日 - NHK総合テレビで第17回卒業式の模様を全国放送する。
- 1964年10月10日 - 校章の制定。
- 1965年5月4日 - 津久井給食センターによる学校給食開始。
- 1966年
  - 3月28日 - 校旗の制定。
  - 9月24日 - 台風26号により、校舎が大破する被害が出た。
- 1967年
  - 7月27日 - 学校プール完成。
  - 11月22日 - 学校保健統計優良校として県知事表彰を受ける
- 1977年9月25日 - 創立30周年記念式典挙行し、記念誌「なかま」発行。
- 1979年7月24日 - 家庭科室、職員室、校長室の改装、足洗い場新設。
- 1984年4月9日 - 新校舎敷地造成完成。
- 1985年
  - 3月11日 - 新校舎ホールにて第38回卒業式挙行。
  - 3月31日 - 町主催による、新校舎落成式挙行。
- 1986年3月25日 - 町主催による、屋内運動場落成式挙行。
- 1987年1月20日 - パソコン3台PTAで購入。
- 1988年
  - 3月20日 - 町教委よりパソコン3台設置。
  - 8月25日 - プール改修工事。
- 1991年5月13日 - ランチルーム開設。
- 1992年9月24日 - 町教委より生徒用パソコン18台設置。
- 1993年12月10日 - プール改修工事。
- 1995年6月30日 - プール更衣室改修工事。
- 1996年10月27日 - 創立50周年記念式典挙行、枝垂桜記念植樹、記念誌「思い出」発行。
- 1997年3月7日 - 咢堂桜植え込み枠整備。
- 1998年
  - 6月30日 - 小プール改修工事。
  - 10月16日 - エアコン設置（校長室・職員室・保健室・学習相談室）。
  - 12月1日 - PC教室のパソコン新機種に入れ替え（19台）。
- 2006年3月20日 - 市町合併により相模原市立鳥屋中学校と改称する。
- 2008年9月11日 - エアコン設置（PC教室）。
- 2009年
  - 8月28日 - 生徒用トイレ大規模改修。
  - 10月26日 - 体育館屋根大規模改修。
- 2010年3月26日 - デジタルテレビ7台設置。同日、校舎外壁洗浄塗装。
- 2011年11月22日 - 優良PTA文部科学大臣表彰を受賞する。
- 2012年8月24日 - 音楽室・学習室床 フローリング設置。PC教室のノートパソコンに入れ替え（19台）。
- 2015年
  - 7月28日 - 緊急地震速報装置設置（職員室内）。
  - 9月17日 - 体育館水銀灯一部改修。
- 2016年
  - 2月7日 - 職員室等電話機更新。
  - 3月30日 - グラウンド階段工事、外ベンチ修繕。
  - 7月7日 - 運動会用アンプ購入（鳥屋地域振興協議会よりPTAに補助をいただく）。
  - 8月26日 - グラウンド照明漏電防止工事。
  - 10月25日 - 体育館屋上除草作業。
- 2017年
  - 3月3日 - PTAより、テント購入。
  - 11月10日 - PTAより、ノートパソコン1台購入。
  - 12月30日 - 体育館床改修工事。
- 2018年
  - 7月31日 - 校庭砂場掘削作業（2019年度中に完成予定）。
  - 8月 - 体育館改修工事準備開始（2019年度中に完成予定）。
  - 11月19日 - 事務室設置（1階昇降口）。
- 2019年
  - 6月 - 学校長より、プールサイドに人工芝寄贈。
  - 9月1日 - 校務用PC入れ替え完了。
  - 9月18日 - 校庭砂場使用開始。
  - 10月21日 - 体育館改修工事開始。
- 2020年
  - 3月2日 - この日から3月25日まで、新型コロナウイルスの感染防止のため臨時休業。
  - 3月31日 - 体育館改修工事終了（引き渡し）。
  - 9月1日 - 相模原市より風水害時避難場所として指定され、運用開始。
  - 9月4日 - この日から9月8日まで、校内LAN工事（追加工事は12月10日実施）。
  - 10月1日 - 相模原市教育委員会より、1学年と2学年用タブレットPC29台設置。
  - 11月12日 - この日から翌年1月19日まで、校門付近のグラウンド側壁ペンキ塗り替え。
- 2021年2月25日 - 自動水栓設置（19カ所）。
- 2023年
  - 3月8日 - 鳥屋中学校としては最後となる第76回卒業証書授与式挙行。
  - 3月24日 - 最後の修了式挙行[3]。同日、最後の離任・退任式挙行。
  - 3月31日 - 鳥屋小学校と統合した鳥屋学園開校により閉校。

## 学校教育目標
- 自律・見識・貢献[4]
  - この学校教育目標は、『鳥屋学園』に引き継ぐ。

## 学校行事
| - 4月 始業式・入学式 - 5月 - 6月 | - 7月 終業式 - 8月 - 9月 始業式 | - 10月 - 11月 - 12月 終業式 | - 1月 始業式 - 2月 - 3月 終業式・卒業式 |

## 通学区域
- 相模原市緑区[5]
  - 鳥屋

## 進学前小学校
- 相模原市緑区[6]
  - 相模原市立鳥屋小学校

## 交通
- JR東日本・京王電鉄橋本駅よりバスに乗車「中学校前」にて下車